# Kjol- och rackartyg
Kjol- och rackartyg är en amerikansk komedifilm från 1938 i regi av Ray Enright.

## Handling
Den bortskämde Margaret rymmer från sin rika familj då hon inte vill följa med på en resa till Newport. När hon stannar till för att tanka på en liten bensinstation som drivs av Bill försöker hon sätta upp skulden på sin far, men Bill går inte med på detta utan låter henne istället betala av skulden genom att jobba på det intilliggande motellet. Margaret finner sig dock inte i behandlingen och ruvar på hämnd.

## Rollista
- Dick Powell - Bill
- Olivia de Havilland - Margaret
- Charles Winninger - Ben Richards
- Allen Jenkins - Roscoe
- Bonita Granville - Connie
- Melville Cooper - Case
- Isabel Jeans - Mrs. Richards
- Grady Sutton - Stanley Potter
- Thurston Hall - Atwater
- John Ridgely - Burke
- Penny Singleton - Hattie
- Granville Bates - Harkness, domare